# Толлі Іван Андрійович
То́ллі Іва́н Андрі́йович (1825, Одеса, Одеське градоначальництво, Російська імперія — 5 [17] липня 1887, Київ, Київська губернія, Російська імперія) — міський голова Києва в 1884–1887 роках, меценат, потомствений почесний громадянин Києва (1869), комерції радник (1877), статський радник, голова Київського комітету торгівлі і мануфактур (1882).

## Біографія
Походив із заможної грецької родини. Вчився у грецькому комерційному училищі в Одесі. Мешкав у Києві з 1850-х років. Значною мірою збагатився завдяки утримуванню винних відкупів. Входив до керівництва Київського земельного банку. Мав резиденцію у власному особняку по сучасній вул. Гетьмана Павла Скоропадського, 9; у різний час йому належали інші садиби з будівлями у Києві та за його межами (з однією з них — колишнім маєтком Вишневецьких на Волині — була пов'язана тривала судова тяганина щодо законності придбання, відома як «справа Толлі»).
Обирався гласним до складу Київської міської думи з 1871 року. Після раптової смерті міського голови Густава Ейсмана став у травні 1884 року його наступником. Наголошував на меті поліпшити міські статки не шляхом податків, а шляхом прибутків. Стиль керівництва Толлі позначився авторитарністю та амбітністю, що призвело до конфліктів з окремими гласними міської думи. Внаслідок цих конфліктів він у квітні 1887 року відмовився від повторного обрання на посаду міського голови.
Також Толлі — благодійник, почесний член Товариства для допомоги бідним, почесний старшина Маріїнського дитячого притулку. Пожертвував 10 тис. рублів на влаштування ремісного училища при Межигірському монастирі, 75 тис. рублів на будівництво Благовіщенської церкви.
Помер від інсульту 5 (17) липня 1887 року. Першопочатково був похований на Байковому кладовищі; а у жовтні того ж року, згідно з заповітом, його було перепоховано біля Благовіщенської церкви на Маріїнсько-Благовіщенський вулиці (нині — вулиця Саксаганського). Надгробок не зберігся.

## Відзнаки
Корисну діяльність Толлі було відзначено орденами Святої Анни 2-го та 3-го ступенів, Святого Станіслава 2-го ступеня, Святого Володимира 3-го та 4-го ступенів. За успіхи у комерційних справах був нагороджений золотою медаллю «За старанність» на Станіславській стрічці, званнями потомственого почесного громадянина (1869) та комерції радника (1877).